# Подберезье (Андреапольский район)
Подберезье — деревня в Андреапольском районе Тверской области. Входит в Торопацкое сельское поселение.

## География
Расположена примерно в 8 верстах к востоку от села Торопаца на берегу озера Бойно.

## История
В конце XIX - начале XX века  деревня входила в Холмский уезд Псковской губернии.